# コープランド (バンド)
コープランド (Copeland) とは、アメリカ合衆国フロリダ州にて結成されたエモバンドである。
優しくて透き通るような歌声、そして美しくて繊細なメロディが特徴的。

## メンバー
- アーロン・マーシュ / Aaron Marsh - (ヴォーカル・ギター・ピアノ・オルガン・メロトロン)
- ブライアン・ローレンソン / Bryan Laurenson - (ピアノ・ギター)
- スティーヴン・ローレンソン / Stephen Laurenson - (ギター)
- ジョナサン・バックリュー / Jonathan Bucklew - （ドラム）

### 旧メンバー
- ジェイムス・ライクネス / James Likeness
- ジャレット・スミス / Jarrett Smith
- ラスティ・フュラー / Rusty Fuller
- トーマス・ブレイヤー / Thomas Blair

## 略歴

### 結成
2000年にアーロン・マーシュ、ジェイムス・ライクネスを中心に結成。
2001年に、Theory 8 Recordsから、バンド発の正式音源となるPacificoとのスプリットEPをリリースする。

### 「The Militia Group」での活動
2002年に入ると、当時RufioやAcceptance等が所属していたロサンゼルスのインディーズレーベル、「The Militia Group」と契約を結ぶ。
そして、2003年3月23日にデビューアルバム「Beneath Medicine Tree」をリリース。
2005年3月22日には、2ndアルバム「In Motion」をリリース。ビルボードアルバムチャート初登場115位を記録する。また、同アルバムは「Billboard Alternative New Artist」の部門で見事No.1に輝き、その直後にYahoo Musicが実施した「“Who’s Next”コンテスト」でも優勝を果たしており、彼等を一躍有名にした作品となった。
2006年10月31日には、3rdアルバム「Eat, Sleep, Repeat」をリリース。ビルボードアルバムチャート初登場90位を記録する。
2007年7月18日に、当時ベーシストだったジェイムス・ライクネスが、大学時代に専攻していたグラフィックデザイナーへの道に進むためバンドから脱退する。その後はしばらく3人編成で活動を行っていたが、新メンバーにスティーヴン・ローレンソンを迎え入れ、再び4人編成となった。

### 「Tooth & Nail Records」での活動
2007年11月20日に、自身の未発表曲を集めたコンピレーションアルバム「Dressed Up & In Line」をリリースした彼等だが、その作品を最後に「The Militia Group」から離脱し、メジャーレーベルEMI傘下の"Tooth & Nail Records"に移籍。
そして、2008年10月14日に、4thアルバム「You Are My Sunshine」をリリースし、ビルボードアルバムチャート初登場48位を記録。なお、同アルバムの日本国内盤が、米リリースより三ヶ月遅れた2009年1月14日にリリースされている。
2009年10月29日に、2010年春のツアーを最後に解散することを発表。
2014年彼らの公式Facebookにて、4年ぶりに再結成することを正式に発表する。復活作であり通算5作目のスタジオ・アルバム『Ixora』を海外で10月31日に発売される。スタジオ・アルバムの発表は2008年の『You Are My Sunshine』以来、6年ぶりである。

## ディスコグラフィー

### アルバム
| 発売日         | アルバムのタイトル    | 販売レーベル         | 全米ビルボードアルバムチャート最高位 | ゴールド等認定 |
| -------------- | --------------------- | -------------------- | ------------------------------------ | -------------- |
| 2003年3月23日  | Beneath Medicine Tree | The Militia Group    | -                                    | -              |
| 2005年3月22日  | In Motion             | The Militia Group    | 115位                                | -              |
| 2006年10月31日 | Eat, Sleep, Repeat    | The Militia Group    | 90位                                 | -              |
| 2008年10月14日 | You Are My Sunshine   | Tooth & Nail Records | 48位                                 | -              |
| 2014年10月31日 | Ixora                 | Tooth & Nail Records | 93位                                 |                |
| 2019年2月14日  | Blushing              | Tooth & Nail Records |                                      |                |

### ミニアルバム
- Copeland/Pacifico Split EP（2001年）
- Copeland/The Pale Split 12"（2004年）
- Know Nothing Stays the Same（2004年)　
スティーヴィー・ワンダーなどのカバー曲を収録したミニアルバム。なお国内盤「Dressed Up & In Line」にはボーナストラックとして、このアルバムの全曲が収録されている。
- Sony Connect Sessions（2005年）
- Best Buy Exclusive Bonus Disc（2006年）
- The Grey Man EP（2009年2月24日）

### その他の作品
- Dressed Up & In Line（2007年11月20日）未発表曲集。
- Revolving Doors (2022年9月16日) セルフカバー作品。

## トリビア
- 1stアルバム「Beneath Medicine Tree」は、アーロン・マーシュが亡くなった祖母や、入院していたガールフレンドにインスパイアされて作られたアルバムである。なお、このアルバムのブックレットには病院をテーマにした写真が載せられている。
- アメリカのエモバンドAnberlinとは長い付き合いで、今でも仲が良い。
- フロントマンのアーロン・マーシュは、Anberlinのスティーヴン・クリスチャンと共に、「Anchor & Braille」という名のアコースティックプロジェクトを行っている。

## 来日公演記録
- 2005年3月には、日本のロックバンドOCEANLANEとのカップリング･ツアーを予定していたが、アメリカ国内でのプロモーション･スケジュールと日程が重なってしまったためキャンセルとなった。しかし、同年7月に初来日が実現し、東京・名古屋・大阪の3都市で4公演（アコースティックライブ1公演を含む）が行われた。
- 2006年には、SUMMER SONIC出演の為、二度目の来日を果たしている。
- 2007年5月には、アメリカのエモバンド「Anberlin」と共に東京と大阪で三度目の来日公演を行っている。